# جسی اندروز
جولی هلمکمپ با نام مستعار جسی اندروز (به انگلیسی: Jessie Andrews) (زاده ۲۲ مارس ۱۹۹۲ در میامی) بازیگر پورنوگرافی پیشین، مدل، طراح مد و دی‌جی اهل آمریکا است. اندروز از سال ۲۰۱۰، در سن ۱۸ سالگی در صنعت پورنوگرافی مشغول به فعالیت شد و در بیش از ۲۰۰ فیلم پورنو با مردان و زنان بازی کرد. در سال ۲۰۱۲، وی بخاطر اجرا در فیلم پرتره‌ی یک فاحشه‌ی تلفنی برندهٔ جوایز گوناگون شد.

## جوایز پورنوگرافی
| سال  | جایزه        | دسته‌بندی          | اثر            |
| ---- | ------------ | ----------------- | -------------- |
| ۲۰۱۲ | جایزه ای‌وی‌ان | بهترین بازیگر     | پرتره یک فاحشه |
| ۲۰۱۲ | جایزه XBIZ   | اجرای بازیگری سال | پرتره یک فاحشه |
| ۲۰۱۲ | جایزه XBIZ   | ستاره جدید سال    | —              |
| ۲۰۱۲ | جایزه XRCO   | بهترین بازیگر     | پرتره یک فاحشه |
| ۲۰۱۲ | جایزه XRCO   | ستاره جدید        | —              |